# Jan Sommer
Pour les articles homonymes, voir Sommer.
Jan Sommer, né le 22 août 2000 à Andwil, est un coureur cycliste suisse. Il est membre de la MyVelo Pro Cycling Team.

## Biographie
Jan Sommer est originaire de Andwil, en Suisse alémanique. Très rapidement intéressé par le vélo, il pratique ce sport depuis son plus jeune âge. Il prend sa première licence au RMC Gossau, un club présidé par son père Urs. Ses frères Lars, et Sven sont eux aussi coureurs cyclistes. En dehors de sa carrière sportive, il suit des études dans le domaine de l'administration des affaires. 
Dans les catégories de jeunes, il participe à des compétitions sur route, en VTT et en cyclo-cross,. Membre de l'équipe nationale de Suisse, il prend part aux Jeux olympiques de la jeunesse de 2018. Il représente également son pays lors de divers événements internationaux chez les espoirs. Sur route, il découvre le niveau World Tour lors de la saison 2022 en participant au Tour de Romandie. Il s'impose également sur le prologue de l'Istrian Spring Trophy en 2023. C'est sa première victoire acquise sur une épreuve inscrite au calendrier de l'UCI.
En février 2024, il finit 35e du championnat du monde de cyclo-cross chez les élites. Il effectue ensuite sa reprise sur route. Toujours sélectionné en équipe nationale, il participe au Tour de Romandie, où il se classe seizième du prologue. Au mois de juin, il termine dixième du championnat de Suisse en ligne. Il devient ensuite stagiaire au sein de l'UCI ProTeam Q36.5, qui évolue sous licence italienne. Cependant, cette structure ne lui offre pas de contrat professionnel. Jan Sommer intègre néanmoins la MYVELO Pro Cycling Team en 2025. 

## Palmarès sur route

### Par année
- 2023
  - Prologue de l'Istrian Spring Trophy
- 2024
  -  Champion de Suisse des élites nationaux

### Classements mondiaux
| Année                                 | 2022  | 2023  | 2024  |
| ------------------------------------- | ----- | ----- | ----- |
| Classement mondial                    | 2511e | 2319e | 2957e |
| UCI Europe Tour                       | 1535e | 1410e | 1627e |
|                                       |       |       |       |
| Légende : nc = non classéSource : UCI |       |       |       |

## Palmarès en cyclo-cross
- 2015-2016
  - 3e du championnat de Suisse de cyclo-cross débutants